# Opostega phaeosoma
Opostega phaeosoma là một loài bướm đêm thuộc họ Opostegidae. Nó được Edward Meyrick miêu tả năm 1928. Nó được tìm thấy ở Mazoe, Zimbabwe.